# Cesta do Remeše
Cesta do Remeše (italsky: Il viaggio a Reims, ossia L'albergo del giglio d'oro - Cesta do Remeše aneb Hotel u zlaté lilie) je korunovační opera Gioacchina Rossiniho z roku 1825 ke korunovaci francouzského krále Karla X. Žánrově se jedná o Dramma giocoso. Libreto napsal Luigi Balocchi podle románu Madame de Staël Corinne, ou l'Italie. Premiéru měla 19. června 1825 v Comédie-Italienne v Paříži.

## Nahrávky
- Claudio Abbado, 1984 - živá nahrávka z festivali v Pesaru pro Deutsche Grammophon.
- Ottavio Dantone, 2009 - živá nahrávka Euroradia z Teatro alla Scala[1].